# Плавучая казарма

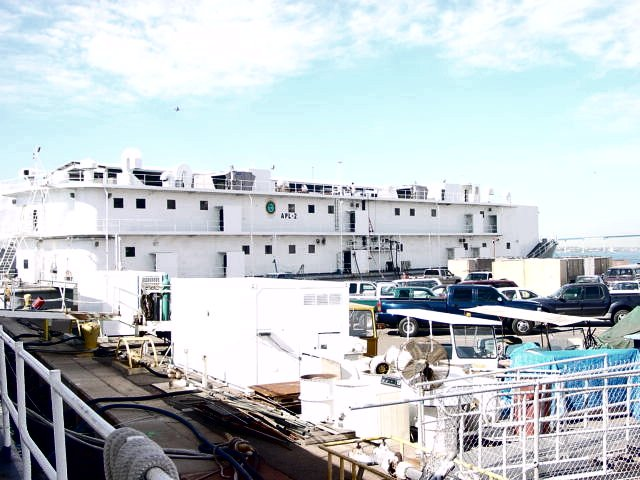
Американская плавказарма специальной постройки.

Плавучая казарма (или плавказарма, сокр. ПКЗ) — рейдовое судно обеспечения, предназначенное для размещения экипажей кораблей, не имеющих достаточных условий для непрерывного проживания на борту, при их нахождении в пункте базирования, где береговые казармы отсутствуют.
По-английски — Корабельный барак (Barracks ship). Ранее на Имперском флоте России применялся термин — Блокшив (от английского blokship), устаревшее судно, вышедшее из строя и употребляемое в портах, как плавучий магазин или казарма.

## Характеристика
Плавучие казармы могут быть специальной постройки или переоборудованные из других кораблей или судов (в типичном случае пассажирских судов или войсковых транспортов), самоходные или несамоходные. Примерами обеспечиваемых кораблей являются подводные лодки (ПЛ), ракетные (РКр) или торпедные катера (ТКр) и другие малые корабли. Исторически, были ПКЗ миноносцев, эсминцев, ПКЗ новобранцев, ПКЗ военно-морских училищ и академий, и так далее.

## История

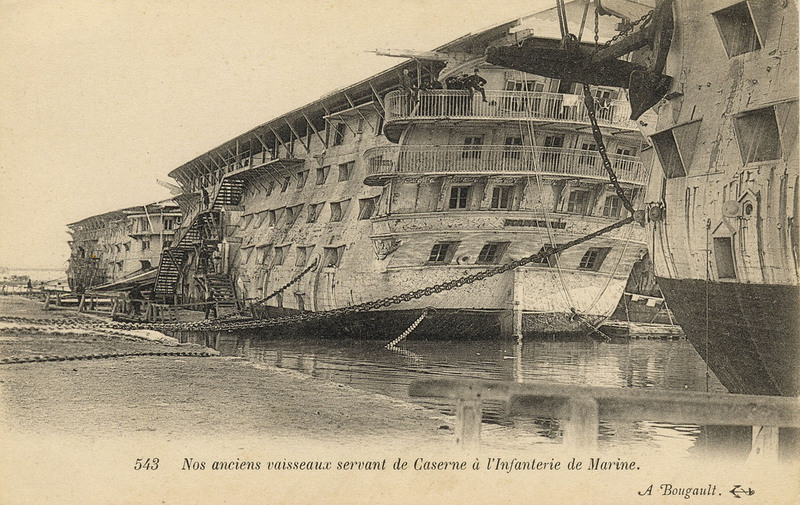
Французские плавказармы XIX века, перестроенные из линейных кораблей.

Широкое распространение плавучие казармы, перестроенные из линейных кораблей, получили в Англии в XVIII−XIX веках, в период наибольшего роста и обновления флота, когда имелись в избытке устаревшие, изношенные, или по другим причинам непригодные для службы в море корабли. Перестройка обычно включала в себя снятие мачт, перекрытие крышей верхней палубы, установку печей и превращение пушечных портов в окна.
В период мировых войн и после типичной плавказармой стало пассажирское судно, так как оно требовало лишь минимальных переделок. Например, немецкий «Вильгельм Густлофф» с 1941 по 1944 год играл роль плавказармы данцигской учебной флотилии подводников. Кроме жилых и санитарно-бытовых помещений, в некоторых случаях на ПКЗ могут оборудоваться штабные, учебные и другие.
В советском/российском ВМФ плавучие казармы в большинстве переоборудованные. Например, ПКЗ-33 Балтийского флота — бывшее судно размагничивания СР-479, проекта 130 или «Береза».